# Synagoga w Pančevie
Synagoga w Pančevie (serb. Sinagoga u Pančevi) – żydowska bóżnica znajdująca się w Pančevie przy ul. dr Svetislava Kasapinovića.
Została zaprojektowana przez budapeszteńskiego architekta Karla Fenjveša w stylu neogotyku i mudejar. Budowa trwała od 1907 do 1909 roku, a uroczystego otwarcia bóżnicy dokonano 16 maja 1910 roku.
W 1955 roku władze jugosłowiańskie odebrały budynek gminie żydowskiej. W 1956 zburzono synagogę i na jej miejscu zbudowano dwa parterowe budynki mieszkalne. Jedyne materialne pozostałości to rzeźbione tablice z dziesięcioma przykazaniami, które znajdują się w Żydowskim Muzeum Historycznym w Belgradzie.